# Templo de Asclepio (Epidauro)
El Templo de Asclepio (en griego antiguo: Ναὸς τοῦ Ἀσκληπιοῦ, romanizado: Naos tū Asklēpiū) fue un antiguo templo griego dedicado a Asclepio en el Santuario de Asclepio en Epidauro, Grecia. Era el templo principal del santuario.

## Historia
El templo de Asclepio de Epidauro fue construido a finales del período clásico, en torno a 380-375 a. C.. Se sabe que su diseñador fue un arquitecto llamado Teódoto, según las inscripcione. El templo sustituyó al antiguo templo de Asclepio, situado al sureste del anterior.

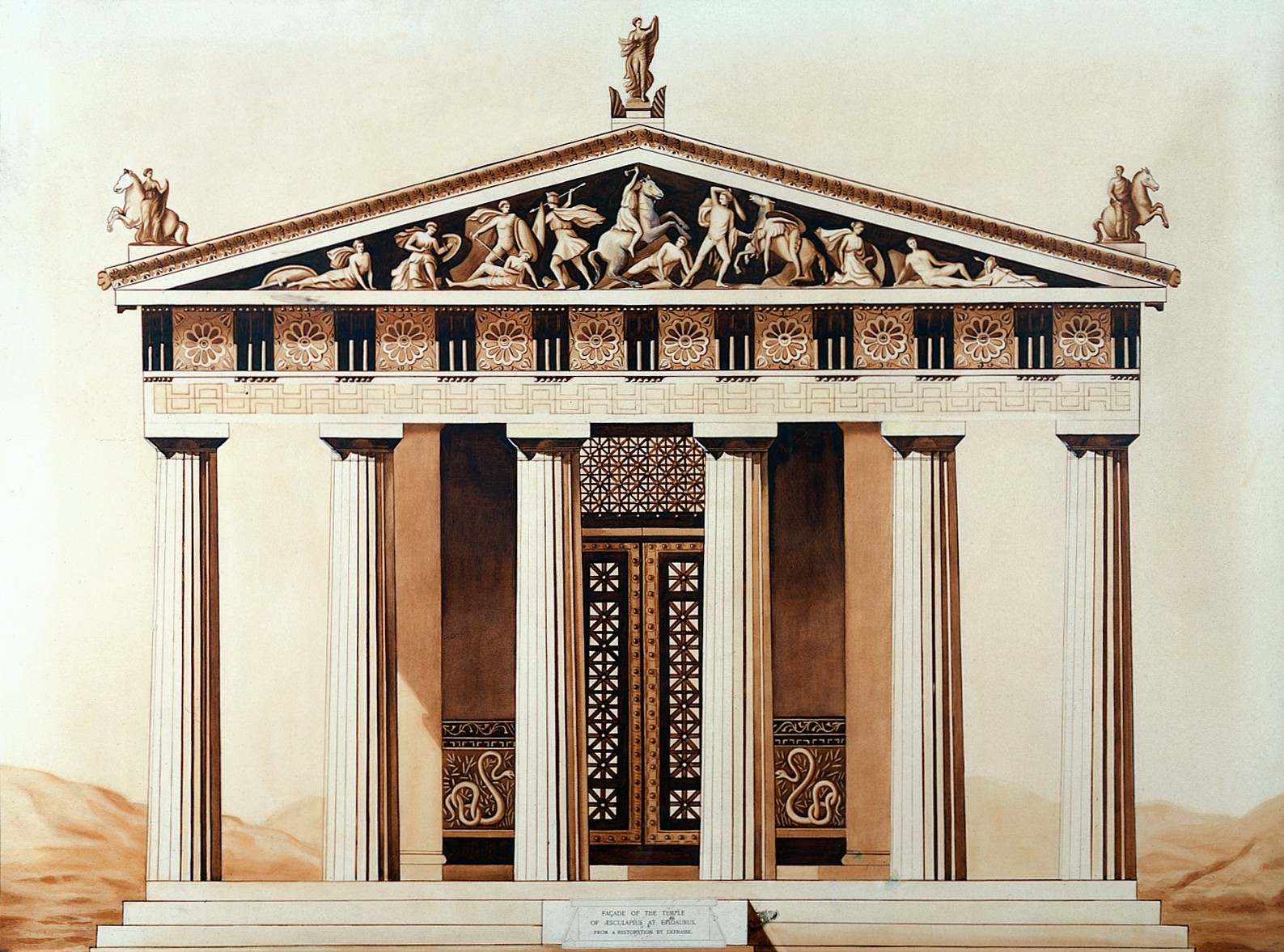
Ampliación del templo de Asclepio.

Fue destruido por un incendio durante la Antigüedad tardía, a finales del III o principios del IV. Desde entonces, en ocasiones los buscadores de tesoros han excavado el templo, especialmente bajo su estatua de culto, en busca de tesoros.

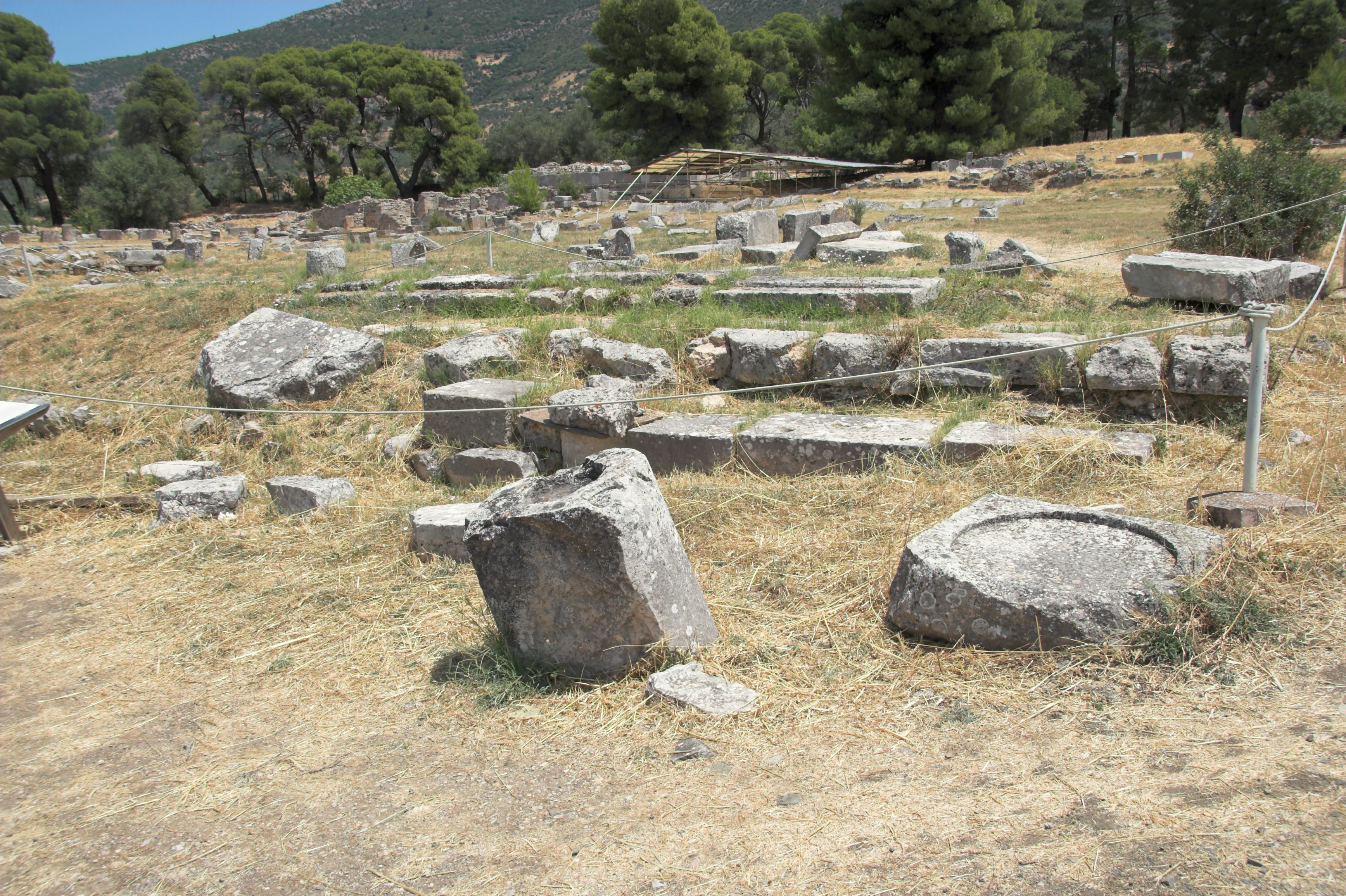
Restos del altar del templo.

## Descripción
Estaba situado en el santuario de Asclepio, al noreste del tholos y al sur del ábaton o Koimeterion. Era un templo períptero y era de estilo dórico. El edificio era de piedra caliza blanda y estaba revestido de yeso blanco. El estilóbato medía aproximadamente 11,76 × 23,06 m y tenía seis columnas en los lados cortos (hexástilo) y once en los largos. Estas dimensiones hacen del templo uno de los más pequeños de los templos dóricos perípteros. La altura de las columnas era de unos 5,2 metros y el diámetro de la parte inferior de unos 0,93 metros. La distancia entre las columnas era de unos 2,27 m en el centro, pero de 1,99 m en las esquinas.
En el interior del templo había un pronaos con dos columnas (dístilo in antis) y una cella; no había opistodomos.  En el interior de la cella había una imagen de culto de Asclepio de oro y marfil, tallada por Trasímedes de Paros. La escultura es conocida por su representación de Pausanias y por las monedas acuñadas por la ciudad de Epidauro. Según las descripciones, representaba al dios sentado en un trono, con un bastón en una mano y una serpiente en la otra, con un perro a su lado. El interior de la cella estaba flanqueado por siete columnas a cada lado y cuatro columnas en la parte posterior, que representaban el estilo corintio. Hasta ahora no estaba claro si había columnas en el interior. En el suelo de la cella había una abertura rectangular cubierta con una trampilla, que servía como una especie de tesoro.

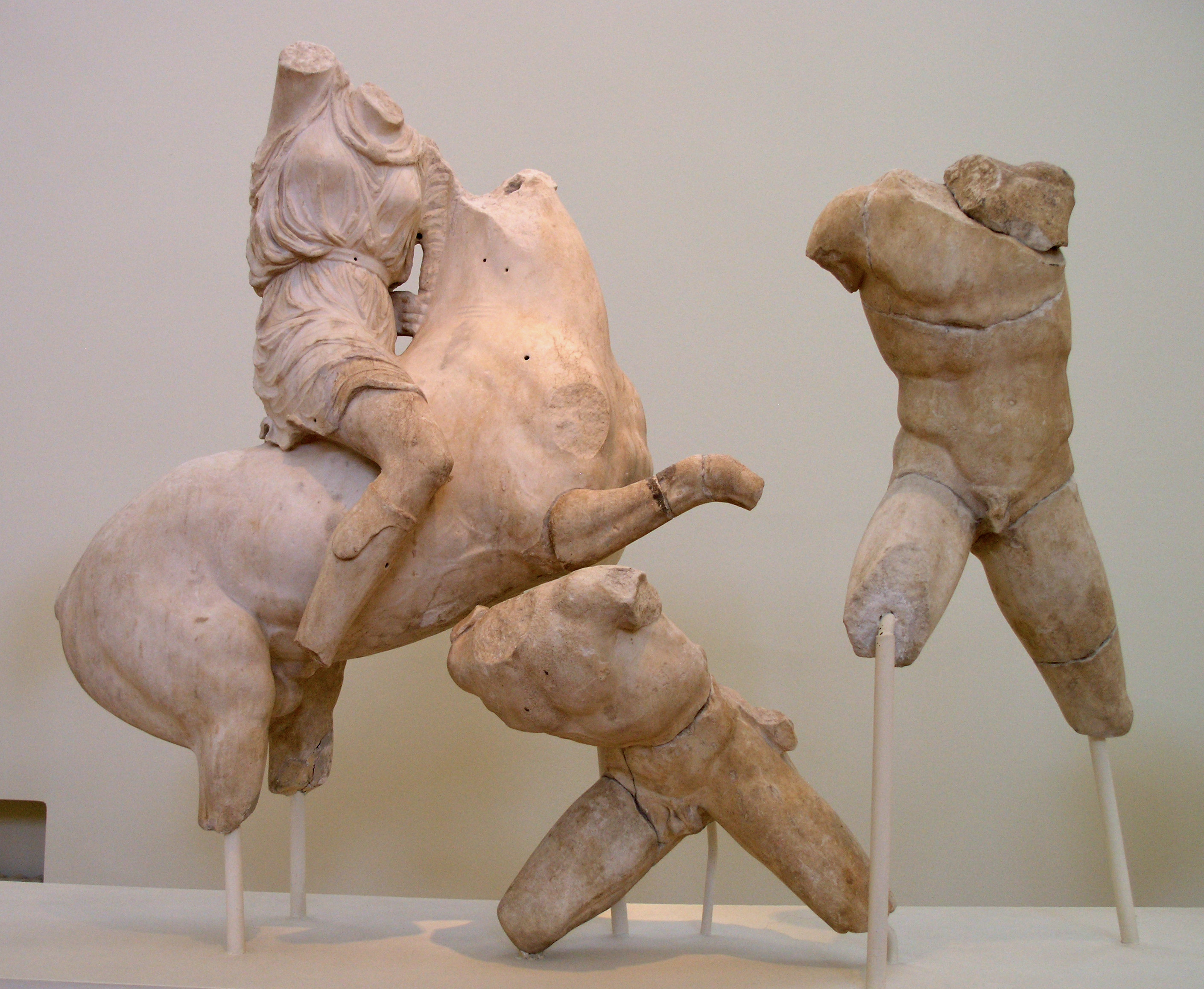
Las partes supervivientes del frontón que representa una amazonomaquia en el extremo occidental del templo. Museo Arqueológico Nacional de Atenas (NAMA 136, 151 y 158.

El templo estaba ricamente decorado con ébano, marfil, oro y otros materiales preciosos. El suelo era de baldosas de mármol blanco y negro. El grupo escultórico del Tesoro en el extremo oeste del templo representaba a una Amazonomaquia y el grupo escultórico del tesoro en el extremo este, formado por 11 figuras masculinas y 11 femeninas, representaba la destrucción de Troya. En la cúspide de las columnas terminales y en las esquinas del templo había decoraciones de acroteras de mármol. Al menos en la parte occidental de la estructura había una diosa Niké. Otros personajes han sido interpretados como auras  o nereidas. Además, los ornamentos también pueden haber incluido a los padres de Asclepio, Apolo y Coronis.  Los metopas del templo estaban decoradas con rosetas. Las decoraciones escultóricas fueron realizadas por varios escultores. Uno de ellos fue el escultor de Epidauro Timoteo.

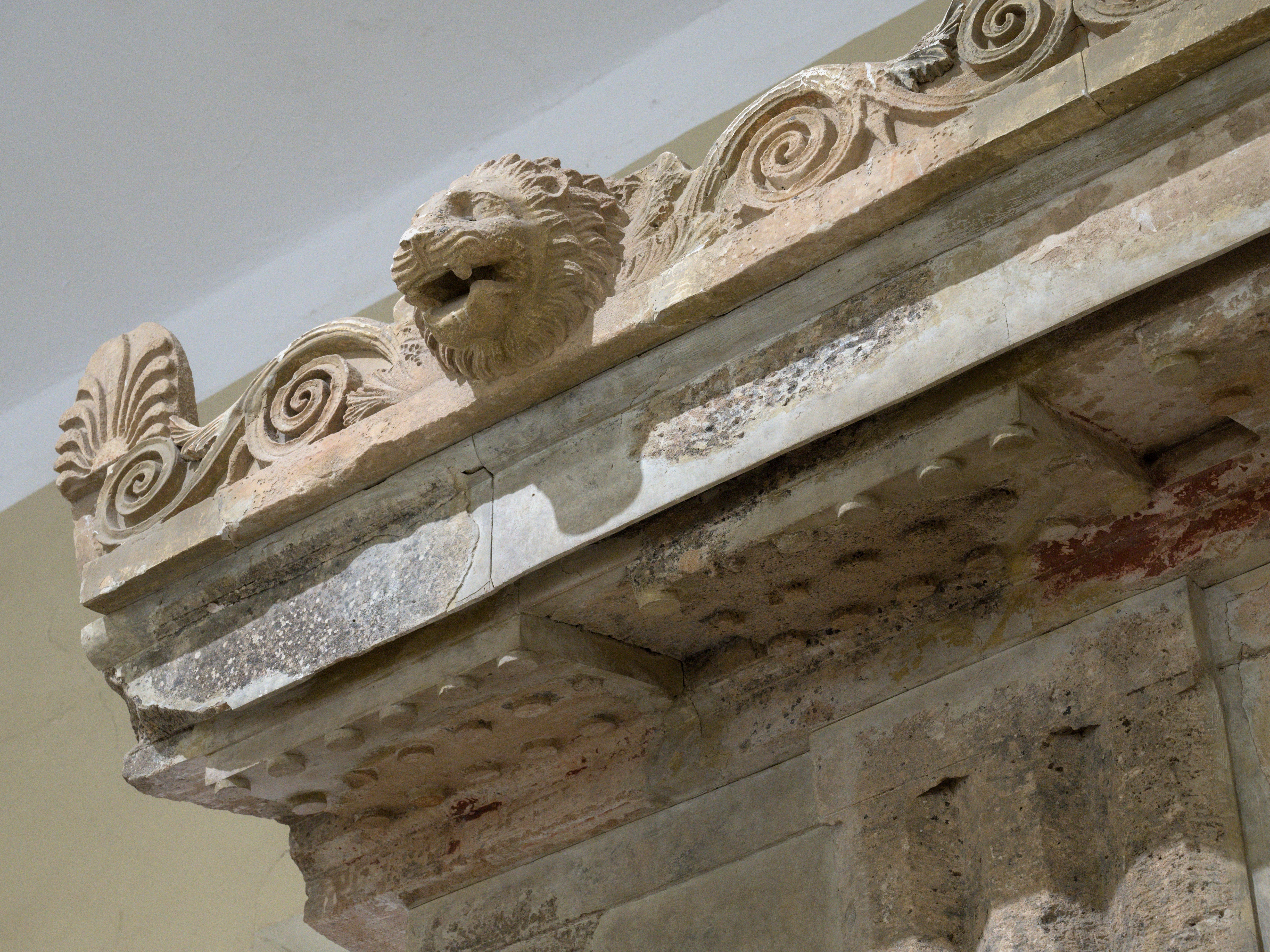
Elementos decorativos del tejado del templo en el Museo Arqueológico de Epidauro.

En el lado este del templo había una rampa que conducía a la entrada pronunciada. El altar de Asclepio, que estaba adosado al templo, también solía estar en el lado este. En el lado sur del templo había otro altar dedicado a Apolo.
En la actualidad, lo que queda del templo son principalmente sus cimientos y algunas partes de la decoración escultórica, que se encuentran en el Museo Arqueológico Nacional de Atenas  y en el Museo Arqueológico de Epidauro. El museo local también cuenta con copias de esculturas procedentes de Atenas.